# Wissam al-Hassan
Wissam Adnan al-Hassan (arab. وسام عدنان الحسن, ur. 11 kwietnia 1965 w Btouratige, dystrykt Al-Kura, zm. 19 października 2012 w Bejrucie) – libański generał, szef wywiadu policji, sunnita. 

## Życiorys
Stał na czele dochodzenia w sprawie zabójstwa byłego premiera Rafika al-Haririego. Zginął w zamachu bombowym w bejruckiej dzielnicy Al-Aszrafijja.